# Лев Гутман
Лев Гутман (26 вересня 1945, Рига) — латвійський шахіст, тренер i автор шахових книг, від 1980 року представник Ізраїлю, a потім (від 1990) — Німеччини, гросмейстер від 1986 року.

## Шахова кар'єра
Перед еміграцією виступав лише на внутрішніх турнірах СРСР. Найвищими його успіхами того періоду були перемоги на чемпіонаті Латвійської РСР (Рига, 1972), а також на чемпіонаті балтійських країн (Хаапсалу, 1978).
1984 року здобув бронзову медаль чемпіонату Ізраїлю в особистому заліку. У 1982 i 1984 роках двічі представляв команду тієї країни на шахових олімпіадах. У 1985 році поділив 1-ше місце (разом з Еліаху Швідлером, Єгудою Грюнфельдом i Ральфом Лау) на зональному турнірі, що відбувся в Беер-Шеві i здобув путівку до міжзонального турніру в Білі, на якому посів 15-те місце. Кілька разів брав участь у фіналах індивідуальних чемпіонатів Німеччини, де двічі (Бад-Вільдбад 1993 i Альтенкірхен 1999) поділив 3-тє місце.
Неодноразово брав участь у міжнародних змаганнях, успіхи за роками:
- 1984 — Зіндельфінген (посів 1-ше місце), Ґріндавік (посів 1-ше місце),
- 1986 — Вупперталь (посів 1-ше місце), Луґано (1986, поділив 1-ше місце разом з Віктором Корчним i Найджелом Шортом),
- 1987 — Біль (турнір за швейцарською системою, посів 1-ше місце),
- 1988 — Париж (посів 1-ше місце), Занкт-Інгберт (поділив 1-ше місце разом з Владіміром Букалем),
- 1989 — Мюнстер (посів 1-ше місце),
- 1991 — Гіссен (поділив 1-ше місце разом із, зокрема, Іваном Фараґо),
- 1996 — Беблінген (поділив 1-ше місце разом з Кареном Мовсісяном, Клаусом Бішоффом, Гіоргі Багатуровим i Рустемом Даутовим),
- 1999 — Ліппштадт (посів 1-ше місце), Кассель (посів 1-ше місце), Дрезден (поділив 1-ше місце разом з Сергієм Загребельним), Вісбаден (поділив 1-ше місце разом із, зокрема, В'ячеславом Іконніковим i Сергієм Галдунцем),
- 2000 — Кассель (посів 1-ше місце), Дрезден (поділив 1-ше місце разом з Ральфом Лау), Бад-Цвестен (поділив 1-ше місце разом із, зокрема, Крістофером Луцем, Ігорем Глеком, Володимиром Чучеловим, Еріком Лоброном i Леонідом Крицем),
- 2001 — Кассель (посів 1-ше місце),
- 2003 — Кіль (посів 1-ше місце), Бад-Цвестен (поділив 1-ше місце разом з Клаусом Бішоффом),
- 2005 — Падерборн (посів 1-ше місце),
- 2006 — Ліппштадт (посів 1-ше місце)
- 2007 — Мюльхаузен (посів 1-ше місце), Гота (посів 1-ше місце), Дортмунд (поділив 1-ше місце разом із, зокрема, Тиграном Налбандяном i Михайлом Зайцевим), Апольда (поділив 1-ше місце разом із, зокрема, Леонідом Крицем), Баунаталь (поділив 1-ше місце разом з Герхардом Шеблером i Іллєю Шнайдером), Падерборн (поділив 1-ше місце разом із, зокрема, Генріком Теске i Герхардом Шеблером),
- 2008 — Нордхаузен (посів 1-ше місце), Фрідріхрода (посів 1-ше місце), Лойтерсдорф (поділив 1-ше місце разом з Ілмарсом Старостітсом), Крайльсгайм (поділив 1-ше місце разом з Стефаном Бекінгом).

Окрім того, чотири рази (у 1999, 2000, 2001 i 2003 роках) перемагав на чемпіонаті Нижньої Саксонії.
Найвищий рейтинг Ело в кар'єрі мав станом на 1 жовтня 2000 року, досягнувши 2547 пунктів, посідав тоді 12-те місце серед німецьких шахістів.
Є автором кількох книжок, що присвячені дебютній теорії.

## Вибрані публікації
- Gewinnen mit Schottisch, 1992
- 4.d4 im Vierspringerspiel, 1993
- 4…Dh4 in der Schottischen Partie, 1999
- Budapest Fajarowicz, 2004, ISBN 0-7134-8708-9
- Gewinnen mit dem Fajarowicz/Richter-Gambit, 2005

## Зміни рейтингу
| На цьому місці має відображатися графік чи діаграма, однак з технічних причин його відображення наразі вимкнено. Будь ласка, не видаляйте код, який викликає це повідомлення. Розробники вже працюють для того, щоби відновити штатне функціонування цього графіка або діаграми. | |
| | На цьому місці має відображатися графік чи діаграма, однак з технічних причин його відображення наразі вимкнено. Будь ласка, не видаляйте код, який викликає це повідомлення. Розробники вже працюють для того, щоби відновити штатне функціонування цього графіка або діаграми. |